# Leptorhaphis amygdali
Leptorhaphis amygdali är en lavart som först beskrevs av A. Massal., och fick sitt nu gällande namn av Philipp Franz Wilhelm von Zwackh-Holzhausen. Leptorhaphis amygdali ingår i släktet Leptorhaphis och familjen Naetrocymbaceae.   Inga underarter finns listade i Catalogue of Life.